# Dick Williams (baseball)
Pour les articles homonymes, voir Williams, Richard Williams, Dick Williams et Williams.
Dick Williams, né Richard Hirschfeld Williams le 7 mai 1929 à Saint-Louis (Missouri) et mort le 7 juillet 2011 à Las Vegas (Nevada), est un ancien voltigeur, joueur de troisième-but, gérant et instructeur dans les Ligues majeures de baseball. 
Il entre au Temple de la renommée du baseball en 2008 après une carrière où il a notamment mené les Athletics d'Oakland à deux victoires en Série mondiale. Dick Williams a dirigé, outre Oakland, les Red Sox de Boston, les Angels de la Californie, les Expos de Montréal, les Padres de San Diego et les Mariners de Seattle.

## Biographie

### Carrière de joueur
Dick Williams est mis sous contrat par les Dodgers de Brooklyn en 1947.
En ligues mineures, Williams évolue pour les Royaux de Montréal de la Ligue internationale alors que ceux-ci sont le club-école des Dodgers de Brooklyn. Il y joue 66 matchs durant la saison 1953 et 13 en 1956 alors qu'il n'est pas un joueur des majeures complètement établi.
Williams fait ses débuts dans le baseball majeur le 10 juin 1951. Il passe plusieurs années à faire le va-et-vient entre les rangs mineurs et majeur, passant même une saison entière sans jouer pour Brooklyn en 1955. En 1953, il joue dans sa première et seule Série mondiale, frappant un coup sûr en deux présences au bâton pour les Dodgers, qui perdent la finale devant les Yankees de New York. 
En juin 1956, Williams passe aux Orioles de Baltimore. Ces derniers le transfèrent moins d'un an plus tard aux Indians de Cleveland en retour du voltigeur Jim Busby. Williams joue régulièrement pour un club des majeures à partir de cette saison 1957.
Le 1er avril 1958, les Indians échangent le lanceur Bud Daley, le joueur de champ extérieur Gene Woodling ainsi que Williams aux Orioles de Baltimore en retour du joueur de champ extérieur Larry Doby et du lanceur Don Ferrarese. C'est donc la seconde fois en moins de deux ans que Williams est transféré aux Orioles.
Après une année de plus (1958) à Baltimore, il devient membre des Athletics de Kansas City et connaît en 1959 la meilleure saison de sa carrière de joueur, avec 130 coups sûrs en 130 matchs, 16 circuits et 75 points produits. Il ajoute 12 circuits et produit 65 points en 1960 en plus d'afficher sa meilleure moyenne au bâton (, 288) en une année.
Échangé par les Athletics, il passe deux autres saisons avec les Orioles et deux chez les Red Sox de Boston.
Dick Williams a joué 1023 parties sur 13 saisons dans les majeures. Sa moyenne au bâton en carrière est de, 260 avec 768 coups sûrs, 70 circuits, 331 points produits et 358 points marqués. Joueur pouvant évoluer à plusieurs positions, c'est comme voltigeur qu'il a disputé le plus grand nombre de parties, mais il a aussi évolué régulièrement au troisième but et au premier but.

### Carrière de manager (gérant)

#### Red Sox de Boston
Williams dirige les Red Sox de Boston de 1967 à 1969. Il hérite d'une équipe misérable ayant affiché un dossier perdant au cours des huit saisons précédentes et qui se relevait à peine d'une saison de 100 défaites en 1965. Sous les ordres de Williams, la vedette Carl Yastrzemski atteint enfin son plein potentiel en remportant la Triple couronne, le lanceur Jim Lonborg gagne 22 matchs et, après une superbe deuxième moitié de saison et un spectaculaire retour, les Red Sox décrochent le titre de la Ligue américaine, leur premier depuis 1946. Le rêve s'arrête toutefois en Série mondiale, que les Sox perdent dans la limite de 7 matchs face aux Cardinals de Saint-Louis.

#### Athletics d'Oakland
Il est à la tête des Athletics d'Oakland de 1971 à 1973, alignant trois championnats de division consécutifs. Avec 101 victoires contre seulement 60 défaites en 1971, les Athletics offrent à Williams la plus belle saison régulière de sa carrière. 
En 1972 et 1973, il mène les redoutables Athletics à la victoire en Série mondiale.

#### Angels de la Californie
Au cours de la saison 1974 il est placé aux commandes des Angels de la Californie. Après deux années où l'équipe ne termine qu'en sixième place, il est remplacé durant la saison 1976.

#### Expos de Montréal
Au printemps 1977, Dick Williams devient le quatrième gérant des Expos de Montréal, succédant à Charlie Fox. Héritant d'une franchise qui n'a jamais connu de succès depuis son arrivée dans la Ligue nationale en 1969, Williams entreprend lentement de l'amener vers les plus hautes sphères du circuit. Après des cinquième et quatrième places dans la division Est en 1977 et 1978 respectivement, l'équipe menée par les jeunes Gary Carter et Andre Dawson devient l'une des menaces de la ligue. Williams dirige d'ailleurs Dawson à sa première saison en 1977, où il est élu recrue de l'année. Les Expos participent à la course au championnat deux années de suite : sous Williams en 1979 ils connaissent la meilleure saison entière de leur histoire (excluant la saison 1994 écourtée par une grève des joueurs) avec 95 victoires contre seulement 65 défaites. L'équipe perd toutefois le championnat en terminant deux parties derrière les futurs champions du monde, les Pirates de Pittsburgh. En 1980, les Expos, détenteurs d'un dossier victoires-défaites de 90-72, concèdent le titre de division dans les derniers jours du calendrier régulier et terminent à un match des Phillies de Philadelphie, qui remportent à leur tour la Série mondiale à l'automne. 
En 1981, les Expos affichent un dossier de 44-37 et occupent la première position de la division Est. Dans un geste rarement vu chez une équipe qui file vers un championnat, Williams est congédié par les Expos le 8 septembre. La décision est prise par le président du club John McHale, convaincu que l'équipe échouera, malgré sa tenue irréprochable jusque-là, pour une troisième fois de suite dans sa tentative de remporter le titre. L'indifférence apparente de Williams lui coûte son emploi, au moment où de nombreuses rumeurs l'envoient diriger les Yankees de New York. Avec Jim Fanning comme successeur de Williams, le pari de McHale est gagné et les Expos remportent effectivement en 1981 le championnat de la division Est.
Avec Dick Williams à la barre des Expos, l'équipe afficha un dossier de 380-347 pour un pourcentage de victoires de, 523. Il est deuxième dans la colonne des victoires dans l'histoire du club au moment de son départ et quatrième aujourd'hui derrière Felipe Alou, Gene Mauch et Buck Rodgers. Cependant, seul Fanning montre un pourcentage de victoires plus élevé (, 530) alors qu'il n'a dirigé le club que pour 219 parties comparativement à 727 pour Williams.

#### Padres de San Diego
Williams dirige les Padres de San Diego de 1982 à 1985. En 1984, il mène pour la quatrième fois une équipe à la Série mondiale. Mais les Padres perdent la finale de 1984 aux mains des Tigers de Detroit.

#### Mariners de Seattle
Il se retire après avoir été gérant des Mariners de Seattle de 1986 à 1988.

#### Palmarès
La fiche de Dick Williams dans les majeures est de 1571 victoires et 1451 défaites en 3023 parties, pour un pourcentage de réussite de, 520. Il compte cinq titres de division, quatre présences en Série mondiale, et deux titres mondiaux. Il est le seul gérant de l'histoire du baseball à avoir dirigé quatre clubs différents lors de saisons régulières de 90 victoires ou plus[réf. nécessaire]. Il est un des sept gérants à avoir mené une équipe au championnat dans chacune des deux ligues, et le deuxième gérant (après Bill McKechnie) à avoir amené trois équipes différentes en séries d'après-saison[réf. nécessaire].

### Entrée au Temple de la renommée du baseball
Dick Williams a été élu au Temple de la renommée du baseball le 3 décembre 2007 et y a été intronisé lors d'une cérémonie officielle le 27 juillet 2008.

### Vie personnelle
Connu non seulement pour ses succès mais aussi pour être un individu peu loquace, communiquant parfois trop peu avec ses joueurs et affichant un air de dur à cuire, Williams a publié une autobiographie intitulée No More, M.. Nice Guy.
En 2000, Williams, alors âgé de 70 ans, est arrêté le 17 janvier à Fort Myers en Floride pour s'être promené nu et s'être masturbé à la vue des passants. Une femme résidant à l'hôtel porte plainte, ce qui mène à l'intervention des policiers. Williams, qui était vêtu d'un pyjama lors de son arrestation, a toujours nié que l'incident se soit produit tel que rapporté et l'affaire fut oubliée avec le temps. Toutefois, l'incident fait la manchette juste avant que le comité des vétérans du Temple de la renommée du baseball ne se penche sur la candidature de Williams et il a longtemps été cru que l'affaire a retardé de plusieurs années l'élection de Williams au Panthéon.
Williams s'éteint le 7 juillet 2011 à Las Vegas après avoir souffert d'une rupture d'anévrisme à l'âge de 82 ans.